# Kristian Bjørnsen
Ne doit pas être confondu avec Lars Erik Bjørnsen.
Kristian Bjørnsen, né le 10 janvier 1989 à Stavanger, est un joueur de handball norvégien professionnel évoluant au poste d'ailier droit.

## Palmarès

### En sélection
Championnats du monde
- Médaille d'argent au championnat du monde 2017 en France
- Médaille d'argent au championnat du monde 2019 en Allemagne et au Danemark
- 6e place au championnat du monde 2021 en Égypte
- 6e place au championnat du monde 2023
- 10e place au championnat du monde 2025

Championnats d'Europe
- 14e place au championnat d'Europe 2014 au Danemark
- 4e place au championnat d'Europe 2016 en Pologne
- 7e place au championnat d'Europe 2018
- médaille de bronze au championnat d'Europe 2020
- 5e place au championnat d'Europe 2022
- 9e place au championnat d'Europe 2024

Jeux olympiques
- 7e place Jeux olympiques de 2020 à Tokyo
- 6e place Jeux olympiques de 2024 à Paris

### En club
Compétitions internationales
- Ligue des champions (C1) : 
  - Finaliste (1) : 2024

Compétitions nationales
- Vainqueur du Championnat de Suède en 2015 et 2016
- Championnat du Danemark
  - Vainqueur (1) : 2024
  - Finaliste (2) : 2022, 2023
- Coupe du Danemark
  - Vainqueur (1) : 2022
  - Finaliste (2) : 2021, 2024
- Supercoupe du Danemark
  - Vainqueur (2) :  2021, 2022
  - Finaliste (1) : 2023

### Distinctions individuelles
- élu meilleur ailier droit au championnat du monde 2017 en France